# Ceresium binotatum
Ceresium binotatum är en skalbaggsart som beskrevs av Fauvel 1906. Ceresium binotatum ingår i släktet Ceresium och familjen långhorningar. Inga underarter finns listade i Catalogue of Life.